# Woming
『Woming』（ウーミン）は、1993年4月3日から1994年3月26日まで静岡第一テレビで放送されたテレビ番組である。

## 概要
土曜夕方の「定番」として長らく続いた前番組『JanJanサタデー』の後を受け、想定視聴者層を中高生から変更し「静岡初、女性のための情報番組」というふれこみでスタート。『Janサタ』初期のようにメインMCやゲストだけでなく、番組構成者や一部スタッフまでも東京から招き、かなり力を入れてスタートさせた意欲作であった。
しかし、開始当初こそ事前の怒濤の番宣攻勢が奏功して高視聴率を獲得するも、その後は低空飛行が続き、結局は開始から1年の節目を区切りとして番組は終了。その翌週に『Woming2・ケケッテバッタ大作戦』へとリニューアルした。

## 出演者
- デビット伊東（B21スペシャル） - メインMC
- 加藤美樹（DJ） - メインMC
- 滝本淳助（カメラマン） - レギュラーコメンテーター
- 麻生果菜（タレント） - セミレギュラー
- 栗原晨（当時静岡第一テレビアナウンサー） - 後期レギュラー

## エピソード
- 番組開始にあたり、静岡市内各所に番宣ポスターが貼られるなど、大がかりな番組宣伝活動が行われた。
- デビット伊東が現在の妻と知り合うきっかけはこの番組であった。
- DJとしてはある程度の知名度があった加藤美樹の数少ないテレビレギュラー番組でもあった。SDTがラジオDJを番組司会に起用したのは、『JanJanサタデー』当時の小森まなみに続くものであった。
- ゲストとして予定されていたブラザー・コーンが新幹線の遅れにより、放送時間中にスタジオに入れなかったことがある。
- アイキャッチの音楽は酒井法子のおとぎの国のBirthdayのアウトロ部分を使用していた｡

| 静岡第一テレビ 土曜17時10分 - 18時枠     | 静岡第一テレビ 土曜17時10分 - 18時枠 | 静岡第一テレビ 土曜17時10分 - 18時枠 |
| 前番組                                   | 番組名                               | 次番組                               |
| ---------------------------------------- | ------------------------------------ | ------------------------------------ |
| JanJanサタデー （1981年4月 - 1993年3月） | Woming                               | Woming2・ケケッテバッタ大作戦        |